# Carrera del Pavo
La Carrera del Pavo es una competición ciclista de carácter popular que se celebra todos los 25 de diciembre en la ciudad de Segovia, España. El nombre proviene del premio que se entrega al ganador, un pavo.

## La carrera
La primera edición se celebró el 23 de diciembre de 1935 siendo el ganador Fidel Aldudo.
La carrera consta de un recorrido de 550 m, parte desde la Plaza Día Sanz, baja por la C/ Teodosio el Grande, atraviesa la Plaza del Azoguejo (frente al Acueducto de Segovia) y sube por la C/ Cervantes, un pequeño tramo de la C/ Juan Bravo (hasta pasar la Casa de los Picos), dobla por la C/ Obispo Gandasegui, y vuelve a virar en la C/ Conde Gazzola Zeretto, hasta terminar en la Plaza del Seminario. La característica de la carrera es que se disputa con bicicletas que carecen de transmisión-cadena por lo que los corredores deben coger el suficiente impulso en la bajada de la C/ Teodosio el Grande para luego mediante movimientos de cadera ascender los 300 m de la C/Real.
En la carrera los diversos participantes toman la salida de forma individual (como en las contrarrelojes) e intentan alcanzar la mayor distancia posible sin poner los pies en el suelo y sin levantar las ruedas del mismo. El vencedor es aquel que logra llegar más lejos. Por complejo que parezca es habitual que varios participantes alcancen la meta, sobre todo en la modalidad de ruedas excéntricas, en cuyo caso se realiza un desempate repitiendo el recorrido pero saliendo en esta ocasión todos los empatados a la vez, y siendo el ganador definitivo el que alcance la meta en primer lugar.

## Modalidades
En la carrera toman parte bicicletas de varios tipos:
- Bicicleta normal: Son bicicletas que carecen de cualquier tipo de transmisión, y que para facilitar el ascenso cuentan con manillares más anchos que los convencionales, apoyos soldados para los pies y horquillas invertidas. La técnica de ascenso para este tipo de bicicletas consiste en mover rápidamente el manillar de un lado a otro.
- Bicicletas con ruedas excéntricas: Estas bicicletas cuentan con ruedas en las que el centro de gravedad ha sido desplazado hacia uno de los lados. Esto permite subir mediante ligeros empujones.
- Tándem: Estas bicicletas han sido las de incorporación más reciente, tienen las mismas características que las bicicletas normales pero cuentan con espacio para dos ciclistas.

Desde el año 2012, solamente pueden tomar parte bicicletas normales y tándem, es decir han quedado excluidas las bicicletas con ruedas excéntricas.

## Curiosidades
- Los premios son una de las mayores curiosidades de la prueba, dado que al ganador se le entrega un pavo, al segundo un pato y al tercero un pollo.
- Pedro Delgado suele participar habitualmente, aunque nunca ha logrado la victoria.
- Todas las bicicletas son modificadas de forma artesanal, destacando la complejidad de la fabricación de las ruedas excéntricas.

- Datos: Q5753502